# إيفرز بيرنز
إيفرز بيرنز (بالإنجليزية: Evers Burns)‏ مواليد 24 أغسطس 1971 في بالتيمور، هو لاعب كرة سلة أمريكي معتزل. بدأ مسيرته الاحترافية في سنة 1993. تم اختياره من قبل فريق سكرامنتو كينغز خلال الدرافت. حمل الرقم 53. يبلغ طوله 6 قدم 8 بوصة (2.0 م). حقق المركز الأول في بطولة أمم الأمريكتين لكرة السلة 1997. اعتزل اللعب في 2000.

## المسيرة الاحترافية
لعب مع سكرامنتو كينغز في موسم 1993–1994، ثم لعب مع بالاكانسترو فاريزي في الدوري الإيطالي في سنة 1994، ثم لعب مع جوفينتوت بادالونا في الدوري الإسباني في سنة 1996.

## الميداليات
| الميدالية | المسابقة                             |
| --------- | ------------------------------------ |
| ذهبية     | بطولة أمم الأمريكتين لكرة السلة 1997 |

## روابط خارجية
- إيفرز بيرنز على موقع إن بي أي (الإنجليزية)
- إيفرز بيرنز على موقع سبورتس رفرنس (الإنجليزية)
- إيفرز بيرنز على موقع الدوري الإسباني لكرة السلة (الإسبانية)
- إيفرز بيرنز على موقع كرة السلة الأوروبية.كوم (الإنجليزية)
- إيفرز بيرنز على موقع كلية كرة السلة في سبورتس رفرنس.كوم (الإنجليزية)
- إيفرز بيرنز على موقع ريلجم (الإنجليزية)
- إيفرز بيرنز على موقع بروبوليرز (الإنجليزية)
- إيفرز بيرنز على موقع سبورتس رفرنس (الإنجليزية)